# Erald Dervishi
Erald Dervishi (Durazzo, 10 novembre 1979) è uno scacchista albanese.
Dervishi sì è laureato in legge all'Università di Padova e dal 2008 è consigliere legale del Ministero della Difesa albanese per gli affari italiani.
Ottiene il titolo di Grande Maestro nel 1998, primo e finora unico (al 2022) giocatore albanese a conquistare tale titolo.
È membro della Commissione FIDE delegata ai Campionati del mondo e alle Olimpiadi (Commission for World Championships & Olympiads - WCO).

## Principali risultati
Nel 1993 vinse a Szombathely il campionato europeo Under-14 e nel 1997 ottenne il terzo posto al campionato europeo Under-18 di Rimavská Sobota.
Vinse il campionato albanese nel 1996 e 1997.
Ha partecipato per l'Albania a dieci olimpiadi degli scacchi dal 1994 al 2018, col risultato complessivo di +50 =38 –23 (62,1%). 

Vinse la medaglia di bronzo individuale in seconda scacchiera alle Olimpiadi di Ėlista 1998.
Nella lista FIDE di aprile 2014 ha 2.582 punti Elo, proprio record personale e numero uno tra i giocatori albanesi.
Ha partecipato spesso a tornei in Italia, ottenendo diverse vittorie:
- 1º al Festival scacchistico internazionale di Padova del 2001, 2003, 2005 e 2006;
- 1º all'open di Genova del 2001;
- 1º con la squadra di Padova, giocando in prima scacchiera, nel Campionato italiano a squadre del 2006;
- 1º all'open di Bergamo del 2003;
- 1º all'open di Bratto del 2006 e del 2009.

All'estero invece ha vinto in Albania il torneo di Durazzo nel maggio 2013 e, nel novembre 2017 a Yasmine Hammamet in Tunisia, il 5º Championnat de la Francophonie.